# Pedro Ramón Núñez
Pedro Ramón Núñez fue un patriota argentino que destacó en la lucha contra las Invasiones Inglesas.

## Biografía
Pedro Ramón Núñez nació en la ciudad de Buenos Aires, Argentina, en 1777, hijo del español Pedro Núñez Alonso (1734-1801) y de Isabel Chavarría Del Castillo.
Su padre, Pedro Núñez Alonso, nacido en Madrid y radicado en Buenos Aires en 1760, era desde 1773 notario. Uno de sus hermanos, Justo José Núñez Chavarría, era escribano del Cabildo de Buenos Aires, padre a su vez del periodista, político y escritor Ignacio Benito Núñez Conde, cuyas Noticias Históricas son una de las principales fuentes para el estudio de ese período. 
El 24 de septiembre de 1799, Pedro Núñez actuó como testigo del testamento de María Josefa González Casero de Belgrano, madre de Manuel Belgrano.
Amigo de Juan Martín de Pueyrredón, apoyó sus acciones de resistencia contra la ocupación de Buenos Aires por las fuerzas británicas en 1806.
Durante el avance sobre la ciudad "los vecinos de Buenos Aires D.Juan Martin Pueyrredón ya distinguido por un acto de valor pocos días ántes de mi llegada en que quitó un carro de municiones defendido por un cuerpo de 500 hombres, D.Manuel de Arroyo, D.José Gabriel de la Oyuela, D.Pedro Núñez, D.Lucas Vivas y D.Tomás Castillón, su segundo, á la cabeza de verdaderos patricios me han hecho los servicios más distinguidos como caballería lijera rondando las noches enteras alrededor de mis campamentos y avisándome con la mayor exactitud de todos los movimientos de los enemigos no perdonando para este fin desvelo fatiga ni riesgo", como destacaría en su parte Santiago de Liniers.
Asistió al Cabildo Abierto del 14 de agosto de 1806 que otorgó el mando militar a Liniers y el político al regente de la Real Audiencia Lucas Muñoz y Cubero, y dispuso organizar cuerpos de milicias para defender a Buenos Aires de una previsible nueva invasión.
Juan Martín de Pueyrredón tuvo a su cargo la organización de las fuerzas de caballería, formándose un cuerpo de tres escuadrones de húsares, el primero bajo su mando directo y los restantes bajo las órdenes del ahora teniente coronel Lucas Vivas y de Pedro Ramón Núñez. 
Al mando de Pedro Ramón Núñez, el Tercer Escuadrón de Húsares Voluntarios Urbanos, Infernales de Núñez o Húsares de Núñez, reconocibles por su uniforme verde oscuro, con 164 plazas, aumentadas a 181 en octubre de 1806. 
Su sobrino, Ignacio Núñez, se sumó a su escuadrón, convirtiéndose en testigo privilegiado de la defensa.
En los oficios del 4 y 10 de septiembre de 1806, elevados por Santiago de Liniers al Virrey Rafael de Sobremonte y al ministro Manuel Godoy, informa ya la formación del cuerpo de Húsares por el Rey y por la Patria Voluntarios: "Tengo coordinados tres escuadrones de voluntarios cuyos individuos han servido a todos en la Reconquista quienes de por sí se obligan a uniformarse y a mantener caballos a pesebres; cada escuadrón debe componerse de ciento y veinte jinetes, armados sólo de sable y pistola, vestidos a la Húsara", por lo que se considera al de Húsares de Pueyrredón, con los escuadrones de Vivas y Núñez, el primer cuerpo de voluntarios creado para luchar contra los invasores.
Después de la Reconquista, por resolución del 30 de agosto, las tropas británicas fueron internadas en el interior, partieron grupos a las provincias de Mendoza, San Juan, Tucumán, Santiago del Estero y San Luis, y "más de 400 de ellos hacia Córdoba, en las carretas de don Marcelino Vega, custodiados por 50 voluntarios de caballería al mando de don Pedro Ramón Núñez".
La llegada de refuerzos británicos al Río de la Plata motivó la internación de los oficiales en el interior. Beresford, el coronel Denis Pack y siete oficiales más, llegaron a la Villa de Luján, sirviéndoles como alojamiento el edificio del Cabildo. Núñez, con el Tercer Escuadrón de Húsares, fue destinado a custodiar a los prisioneros. Se estableció una buena relación entre ambas partes "todos los días se emprendían largas partidas de caza, interpolados unos oficiales con otros, como compañeros, como de un mismo origen, o como de una misma familia". 
En ocasión de jugarse en Luján una partida de pato en presencia de Beresford y otros oficiales, Beresford se quedó impresionado por la habilidad de los jinetes del escuadrón y congratuló a Núñez con estas palabras: "lo felicito coronel, porque Ud. tiene la mejor caballería del mundo".
Según lo dispuesto por la Junta de Guerra del 2 de marzo de 1807, los escuadrones de Húsares se elevaron a 203 hombres, organizados en 4 compañías y se dispuso su acuartelamiento ante la ocupación de Montevideo por las fuerzas inglesas. 

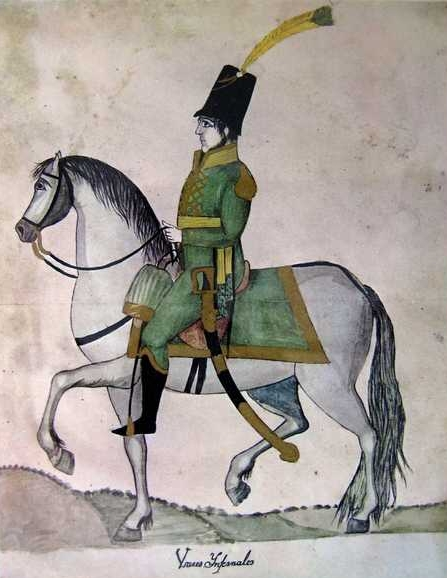
Húsares de Núñez.

Al producirse la segunda invasión inglesa al Río de la Plata, esta vez iniciada con la ocupación de la Banda Oriental, el coronel Francisco Javier de Elío atacó Colonia del Sacramento el 22 de abril de 1807, siendo rechazado por las fuerzas del coronel Dennis Pack. El 20 de mayo Liniers envió a Elío el tercer escuadrón de Húsares como refuerzo pero el 7 de junio fue vencido por Pack en el Combate de San Pedro, tras lo que el tercero regresó a Buenos Aires.
Al producirse el ataque inglés, las milicias voluntarias constituyeron la fuerza principal de la defensa de la ciudad y tras un revés inicial en el combate de Miserere forzaron a capitular al fuerte ejército británico al mando de John Whitelocke y evacuar las posiciones ocupadas en la Banda Oriental.  
Derrotados los invasores, una Junta de Guerra efectuada el 23 de julio de 1807 decidió que finalizado ese mes sólo permanecerían a sueldo el regimiento de Patricios y el primer escuadrón Húsares de Pueyrredón. Los demás cuerpos seguirían organizados pero sin goce de sueldo, como lo estaban antes de febrero de 1807.
Casó el 27 de agosto de 1809 con María del Rosario de La Quintana, con quien tuvo tres hijas: Petrona, María Josefa y Feliciana Núñez de la Quintana.
Reemplazado Liniers, la junta de guerra del 11 de septiembre de 1809 presidida por el nuevo virrey Baltasar Hidalgo de Cisneros, reorganizó las fuerzas voluntarias de la ciudad de Buenos Aires, disolviendo el segundo y tercer escuadrón.
Del partido de la independencia, al igual que Pueyrredón (uno de sus precursores y principales líderes), Vivas adhirió a la Revolución de Mayo y fue uno de los oficiales que negaron su apoyo a la presidencia de Baltasar Hidalgo de Cisneros haciendo posible la conformación de la Junta del 25 de mayo.
Tras la revolución, el tercer escuadrón de Húsares continuó como uno de los cuerpos extiguidos: el 23 de julio Pedro Ramón Núñez avisó a las autoridades no poder hacer la relación del cuerpo, pero al iniciarse la formación del Ejército del Norte contribuyó con "$ 100, su persona y la de sus oficiales".
Enfermo, testó el 17 de febrero de 1811 ante Inocencio Antonio Agrelo. Dispuso que enterraran su cadáver "en el campo santo del Convento de las Mercedes" con el hábito de esa Orden.
Murió el 17 de febrero de 1811 en Buenos Aires.